# Баракпай
Баракпай (каз. Барақпай) — село в Сандыктауском районе Акмолинской области Казахстана. Административный центр Баракпайского сельского округа. Код КАТО — 116435100.

## География
Село расположено в юго-западной части района, в 62 км на юго-запад от центра района села Балкашино.

### Улицы[2][3]
- ул. Баубека Батыра,
- ул. Гагарина,
- ул. Женис,
- ул. Сарыарка,
- ул. Тауелсиздик,
- ул. Ыбырая Алтынсарина.

### Ближайшие населённые пункты
- село Чашке в 10 км на северо-востоке,
- село Хлебное в 11 км на юго-востоке.

## Население
В 1989 году население села составляло 871 человек (из них казахов 38%, русских 25%).
В 1999 году население села составляло 497 человек (229 мужчин и 268 женщин). По данным переписи 2009 года, в селе проживали 354 человека (173 мужчины и 181 женщина).
| Численность населения | Численность населения | Численность населения |
| 1989                  | 1999                  | 2009                  |
| --------------------- | --------------------- | --------------------- |
| 871                   | ↘497                  | ↘354                  |